# Padjemus Våkajaure
Padjemus Våkajaure är en sjö i Kiruna kommun i Lappland och ingår i Torneälvens huvudavrinningsområde. Sjön har en area på 1,76 kvadratkilometer och ligger 679 meter över havet. Sjön avvattnas av vattendraget Aktasjåkkå.

## Delavrinningsområde
Padjemus Våkajaure ingår i det delavrinningsområde (763272-169081) som SMHI kallar för Utloppet av Padjemus Våkajaure. Medelhöjden är 706 meter över havet och ytan är 11,44 kvadratkilometer. Räknas de 2 avrinningsområdena uppströms in blir den ackumulerade arean 68,25 kvadratkilometer. Aktasjåkkå som avvattnar avrinningsområdet har biflödesordning 4, vilket innebär att vattnet flödar genom totalt 4 vattendrag innan det når havet efter 496 kilometer. Avrinningsområdet består mestadels av kalfjäll (74 procent). Avrinningsområdet har 2,39 kvadratkilometer vattenytor vilket ger det en sjöprocent på 20,9 procent.